# JFK 50 Mile
La JFK 50 Mile, ou JFK 50, est un ultra-trail de 50 milles organisé chaque année dans le Maryland, aux États-Unis. Nommé en l'honneur de John Fitzgerald Kennedy, il se dispute en novembre sur un parcours dont le départ se trouve à Boonsboro, dans le comté de Washington, et l'arrivée à Williamsport, dans le même comté. La première édition a eu lieu en 1963.

## Palmarès
| Édition | Date             | Hommes | Hommes                                                                           | Hommes           | Femmes | Femmes                                           | Femmes           |
| ------- | ---------------- | ------ | -------------------------------------------------------------------------------- | ---------------- | ------ | ------------------------------------------------ | ---------------- |
|         |                  | Rang   | Athlète                                                                          | Temps            | Rang   | Athlète                                          | Temps            |
| 1re     | 30 mars 1963     | 1ers   | Steve Costion James Ebberts Rick Miller Buzz Sawyer                              | 13 h 10 min ?? s | —      | —                                                | —                |
| 2e      | 4 avril 1964     | 1ers   | Steve Costion — 2e victoire James Ebberts — 2e victoire Wayne Vaughn             | 12 h 33 min ?? s | —      | —                                                | —                |
| 3e      | 27 mars 1965     | 1ers   | James Ebberts — 3e victoire Elton Horst Buzz Sawyer — 2e victoire                | 10 h 39 min ?? s | —      | —                                                | —                |
| 4e      | 27 mars 1966     | 1ers   | Kenny Baker Elton Horst — 2e victoire Buzz Sawyer — 3e victoire                  | 10 h 21 min ?? s | —      | —                                                | —                |
| 5e      | 1er avril 1967   | 1ers   | James Ebberts — 4e victoire Buzz Sawyer — 4e victoire Wayne Vaughn — 2e victoire | 10 h 03 min 40 s | —      | —                                                | —                |
| 6e      | 30 mars 1968     | 1er    | Leo Henry                                                                        | 10 h 02 min 12 s | 2e     | Donna Aycoth                                     | 10 h 41 min 15 s |
| 7e      | 29 mars 1969     | 1er    | Baxter Berryhill James Ebberts — 5e victoire                                     | 8 h 32 min 04 s  | 5e     | Donna Aycoth — 2e victoire                       | 9 h 27 min 31 s  |
| 8e      | 4 avril 1970     | 1er    | Baxter Berryhill — 2e victoire                                                   | 7 h 21 min 25 s  | 7e     | Donna Aycoth — 3e victoire                       | 9 h 45 min 15 s  |
| 9e      | 3 avril 1971     | 1er    | Elton Horst — 3e victoire                                                        | 6 h 15 min 42 s  | 17e    | Donna Aycoth — 4e victoire                       | 9 h 29 min 48 s  |
| 10e     | 25 mars 1972     | 1er    | Park Barner                                                                      | 6 h 29 min 27 s  | 35e    | Donna Aycoth — 5e victoire                       | 9 h 48 min 30 s  |
| 11e     | 31 mars 1973     | 1er    | Max White                                                                        | 5 h 55 min 30 s  | 30e    | Donna Aycoth — 6e victoire                       | 8 h 26 min 07 s  |
| 12e     | 30 mars 1974     | 1er    | Max White — 2e victoire                                                          | 6 h 06 min 19 s  | 220e   | Nancy Keplinger                                  | 13 h 48 min 05 s |
| 13e     | 15 novembre 1975 | 1er    | Angelo Gioiosa                                                                   | 6 h 27 min 58 s  | 110e   | Martha Hauver                                    | 10 h 27 min 26 s |
| 14e     | 20 novembre 1976 | 1er    | Pat Gill                                                                         | 5 h 59 min 28 s  | ?      | ?                                                | ?                |
| 15e     | 19 novembre 1977 | 1er    | Ed Ayres                                                                         | 6 h 04 min 01 s  | ?      | ?                                                | ?                |
| 16e     | 18 novembre 1978 | 1er    | Phil Bishop                                                                      | 6 h 14 min 59 s  | ?      | ?                                                | ?                |
| 17e     | 17 novembre 1979 | 1er    | Bill Lawder                                                                      | 6 h 08 min 54 s  | 22e    | Sue Medaglia                                     | 7 h 41 min 13 s  |
| 18e     | 22 novembre 1980 | 1er    | Daniel Brannen                                                                   | 6 h 08 min 54 s  | 17e    | Francis Hornicek                                 | 7 h 18 min 11 s  |
| 19e     | 21 novembre 1981 | 1er    | Scott Miller                                                                     | 6 h 13 min 56 s  | 45e    | Sue Medaglia — 2e victoire                       | 8 h 10 min 38 s  |
| 20e     | 20 novembre 1982 | 1er    | Mike Spinnler                                                                    | 5 h 53 min 05 s  | 25e    | Carole Williams                                  | 7 h 28 min 39 s  |
| 21e     | 19 novembre 1983 | 1er    | Mike Spinnler — 2e victoire                                                      | 6 h 12 min 12 s  | 7e     | Theresa Gerber                                   | 6 h 56 min 12 s  |
| 22e     | 17 novembre 1984 | 1er    | Jim Pellon                                                                       | 6 h 18 min 56 s  | 7e     | Theresa Gerber — 2e victoire                     | 6 h 50 min 56 s  |
| 23e     | 23 novembre 1985 | 1er    | David Horton                                                                     | 6 h 16 min 00 s  | 29e    | Carolyn Showalter                                | 7 h 59 min 24 s  |
| 24e     | 22 novembre 1986 | 1er    | Dennis Griffin                                                                   | 6 h 34 min 13 s  | 24e    | Carolyn Showalter — 2e victoire                  | 7 h 48 min 13 s  |
| 25e     | 21 novembre 1987 | 1er    | Wes Kessenich                                                                    | 6 h 19 min 08 s  | 24e    | Carolyn Showalter — 3e victoire                  | 8 h 07 min 49 s  |
| 26e     | 19 novembre 1988 | 1er    | Christopher Gibson                                                               | 6 h 31 min 06 s  | 24e    | Carolyn Showalter — 4e victoire                  | 7 h 57 min 16 s  |
| 27e     | 18 novembre 1989 | 1er    | Christopher Gibson — 2e victoire                                                 | 6 h 16 min 29 s  | 33e    | Carolyn Showalter — 4e victoire                  | 7 h 52 min 44 s  |
| 28e     | 17 novembre 1990 | 1er    | Joe Blackmon                                                                     | 6 h 15 min 53 s  | 15e    | Shelby Hayden-Clifton                            | 7 h 10 min 14 s  |
| 29e     | 23 novembre 1991 | 1er    | Eric Clifton                                                                     | 6 h 06 min 09 s  | 19e    | Laura Nelson                                     | 7 h 23 min 19 s  |
| 30e     | 21 novembre 1992 | 1er    | Christopher Gibson — 3e victoire                                                 | 6 h 25 min 39 s  | 10e    | Laura Nelson — 2e victoire                       | 7 h 08 min 29 s  |
| 31e     | 20 novembre 1993 | 1er    | Christopher Gibson — 4e victoire                                                 | 6 h 35 min 50 s  | 41e    | Jennifer Girouard                                | 8 h 17 min 08 s  |
| 32e     | 19 novembre 1994 | 1er    | Eric Clifton — 2e victoire                                                       | 5 h 46 min 22 s  | 35e    | Carolyn Showalter — 6e victoire                  | 7 h 58 min 15 s  |
| 33e     | 18 novembre 1995 | 1er    | Eric Clifton — 3e victoire                                                       | 6 h 15 min 36 s  | 20e    | Janice Anderson                                  | 7 h 40 min 54 s  |
| 34e     | 23 novembre 1996 | 1er    | Michael Harrison                                                                 | 5 h 55 min 46 s  | 28e    | Bridget Brunnick                                 | 7 h 20 min 01 s  |
| 35e     | 22 novembre 1997 | 1er    | Eric Clifton — 4e victoire                                                       | 6 h 09 min 16 s  | 40es   | Bridget Brunnick — 2e victoire Rebekah Trittipoe | 7 h 44 min 10 s  |
| 36e     | 21 novembre 1998 | 1er    | Howard Nippert                                                                   | 5 h 58 min 41 s  | 15e    | Bea Marie Altieri                                | 6 h 58 min 44 s  |
| 37e     | 20 novembre 1999 | 1er    | Courtney Campbell                                                                | 6 h 05 min 04 s  | 46e    | Sue Johnston                                     | 7 h 48 min 14 s  |
| 38e     | 4 novembre 2000  | 1er    | Mitchell Craib                                                                   | 5 h 59 min 28 s  | 15e    | Laura Nelson — 3e victoire                       | 6 h 59 min 14 s  |
| 39e     | 17 novembre 2001 | 1er    | Chad Ricklefs                                                                    | 6 h 00 min 47 s  | 21e    | Laura Nelson — 4e victoire                       | 7 h 12 min 33 s  |
| 40e     | 23 novembre 2002 | 1er    | Jim Hage                                                                         | 6 h 13 min 10 s  | 17e    | Constance Gardner                                | 7 h 11 min 47 s  |
| 41e     | 22 novembre 2003 | 1er    | Dave Mackey                                                                      | 5 h 55 min 30 s  | 25e    | Bethany Hunter                                   | 7 h 20 min 53 s  |
| 42e     | 20 novembre 2004 | 1er    | Paul South                                                                       | 6 h 11 min 49 s  | 28e    | Constance Gardner — 2e victoire                  | 7 h 31 min 00 s  |
| 43e     | 19 novembre 2005 | 1er    | Howard Nippert — 2e victoire                                                     | 5 h 51 min 28 s  | 7e     | Anne Lundblad                                    | 6 h 29 min 42 s  |
| 44e     | 18 novembre 2006 | 1er    | Pete Breckinridge                                                                | 6 h 04 min 40 s  | 70e    | Barry Salisbury                                  | 8 h 00 min 31 s  |
| 45e     | 17 novembre 2007 | 1er    | Michael Wardian                                                                  | 5 h 50 min 34 s  | 11e    | Anne Lundblad — 2e victoire                      | 6 h 42 min 50 s  |
| 46e     | 22 novembre 2008 | 1er    | Mark Lundblad                                                                    | 6 h 07 min 09 s  | 21e    | Constance Gardner — 3e victoire                  | 7 h 15 min 16 s  |
| 47e     | 21 novembre 2009 | 1er    | Gregory Crowther                                                                 | 5 h 50 min 13 s  | 10e    | Devon Crosby-Helms                               | 6 h 29 min 21 s  |
| 48e     | 20 novembre 2010 | 1er    | Brian Dumm                                                                       | 5 h 52 min 02 s  | 25e    | Amy Sproston                                     | 6 h 57 min 16 s  |
| 49e     | 19 novembre 2011 | 1er    | David Riddle                                                                     | 5 h 40 min 45 s  | 14e    | Cassandra Scallon                                | 6 h 31 min 22 s  |
| 50e     | 17 novembre 2012 | 1er    | Maxwell King                                                                     | 5 h 34 min 58 s  | 10e    | Ellie Greenwood                                  | 6 h 12 min 01 s  |
| 51e     | 23 novembre 2013 | 1er    | Zach Miller                                                                      | 5 h 38 min 40 s  | 10e    | Emily Harrison                                   | 6 h 34 min 52 s  |
| 52e     | 22 novembre 2014 | 1er    | Jim Walmsley                                                                     | 5 h 56 min 31 s  | 13e    | Sarah Bard                                       | 6 h 37 min 04 s  |
| 53e     | 21 novembre 2015 | 1er    | Jim Walmsley — 2e victoire                                                       | 5 h 47 min 37 s  | 10e    | Sarah Bard — 2e victoire                         | 6 h 31 min 11 s  |
| 54e     | 19 novembre 2016 | 1er    | Jim Walmsley — 3e victoire                                                       | 5 h 21 min 29 s  | 7e     | Leah Frost                                       | 6 h 23 min 40 s  |
| 55e     | 18 novembre 2017 | 1er    | Eric Senseman                                                                    | 5 h 46 min 54 s  | 9e     | Emily Harrison                                   | 6 h 27 min 42 s  |
| 56e     | 17 novembre 2018 | 1er    | Jared Hazen                                                                      | 5 h 34 min 21 s  | 11e    | Kate Pallardy                                    | 6 h 40 min 34 s  |
| 57e     | 23 novembre 2019 | 1er    | Seth Ruhling                                                                     | 5 h 38 min 11 s  | 23e    | Cecilia Flori                                    | 6 h 46 min 31 s  |
| 58e     | 21 novembre 2020 | 1er    | Hayden Hawks                                                                     | 5 h 18 min 42 s  | 11e    | Camille Herron                                   | 6 h 31 min 16 s  |
| 59e     | 20 novembre 2021 | 1er    | Adam Peterman                                                                    | 5 h 19 min 38 s  | 13e    | Sarah Cummings                                   | 6 h 18 min 43 s  |